# Секретные материалы (сезон 6)
Шестой сезон сериала «Секретные материалы» в США выходил на телеканале FOX с 8 ноября 1998 года по 16 мая 1999 года, насчитывая 22 эпизода.

## В ролях

### Главные актёры
- Дэвид Духовны — Фокс Малдер
- Джиллиан Андерсон — Дана Скалли

### Также снимались
- Митч Пиледжи — заместитель директора Уолтер Скиннер
- Крис Оуэнс — Джеффри Спендер
- Уильям Б. Дэвис — Курильщик
- Николас Лиа — Алекс Крайчек

### Приглашённые актёры
- Джеймс Пикенс младший — помощник директора Элвин Кёрш
- Том Брэйдвуд — Мелвин Фрохике
- Дин Хэглунд — Ричард Лэнгли
- Брюс Харвуд — Джон Фицджеральд Байерс
- Мими Роджерс — Диана Фоули
- Майкл Маккин — Моррис Флетчер
- Дон С. Уильямс — "Старший"
- Уэйн Александр — заместитель директора Дж. Арнольд
- Вероника Картрайт — Кассандра Спендер
- Джордж Мердок — Второй
- Питер Донат — Уильям Малдер
- Джефф Гулка — Гибсон Прэйз
- Лори Холден — Марита Коваррубиас
- Брайан Томпсон — Инопланетный Охотник
- Флойд Вестерман — Альберт Хостин

## Список эпизодов
Знаком ‡ выделены эпизоды, относящиеся к т. н. «мифологии» сериала сериала (его основной сюжетной линии).
| № общий | № в сезоне | Название                                                           | Режиссёр       | Автор сценария                                                | Дата премьеры   | Произв. код | Зрители в США (млн) |
| --- | ---------- | ------------------------------------------------------------------ | -------------- | ------------------------------------------------------------- | --------------- | ----------- | ------------------- |
| 118 | 1          | «Начало»‡ «The Beginning»                                          | Ким Мэннэрс    | Крис Картер                                                   | 8 ноября 1998   | 6ABX01      | 20.34               |
| ФБР восстанавливает отдел "Секретные материалы", однако отстраняет от работы в нем агентов Малдера и Скалли и передает дела специальным агентам Спендеру и Фоули. Тем временем Курильщик использует телепатические способности похищенного Синдикатом вундеркинда Гибсона для поимки инопланетного существа.                                                                                             |            |                                                                    |                |                                                               |                 |             |                     |
| 119 | 2          | «Гонка» «Drive»                                                    | Роб Боумен     | Винс Гиллиган                                                 | 15 ноября 1998  | 6ABX02      | 18.5                |
| Агент Малдер оказывается в одной машине с вооруженным преступником Патриком Крампом, который приказывает ему вести машину по пустыне Невады в западном направлении на высокой скорости, ни в коем случае не останавливаясь. Остановка или снижение скорости причиняет Крампу страшные головные боли. |            |                                                                    |                |                                                               |                 |             |                     |
| 120 | 3          | «Треугольник» «Triangle»                                           | Крис Картер    | Крис Картер                                                   | 22 ноября 1998  | 6ABX03      | 18.2                |
| Отправившись в Бермудский треугольник на поиски исчезнувшего во время Второй мировой войны круизного лайнера, агент Малдер попадает в зону временной аномалии и оказывается в 1939 году на захваченном нацистами корабле. |            |                                                                    |                |                                                               |                 |             |                     |
| 121 | 4          | «Зазеркалье» «Dreamland»                                           | Ким Мэннэрс    | Винс Гиллиган и Джон Шибан и Фрэнк Спотниц                    | 29 ноября 1998  | 6ABX04      | 17.48               |
| При попытке проникнуть в зону 51 Малдер и Скалли становятся свидетелями полета секретного летательного аппарата. Из-за созданной аппаратом временно-пространственной аномалии агент Малдер меняется телами с Моррисом Флетчером — человеком из службы безопасности зоны 51. Пока Малдер пытается выбраться с закрытой территории, Флетчер в его теле занимается вычислением источника утечки информации. |            |                                                                    |                |                                                               |                 |             |                     |
| 122 | 5          | «Зазеркалье II» «Dreamland II»                                     | Майкл Уоткинс  | Винс Гиллиган и Джон Шибан и Фрэнк Спотниц                    | 6 декабря 1998  | 6ABX05      | 17.01               |
| Малдер, находящийся в теле Флетчера, обвиняется руководством зоны 51 в разглашении секретной информации о военных экспериментах. Тем временем Скалли начинает подозревать, что ее напарник — не тот, за кого себя выдает. |            |                                                                    |                |                                                               |                 |             |                     |
| 123 | 6          | «Как призраки похитили Рождество» «How the Ghosts Stole Christmas» | Крис Картер    | Крис Картер                                                   | 13 декабря 1998 | 6ABX08      | 17.31               |
| В канун Рождества Малдер привозит Скалли в заброшенный особняк в Мэриленде. По его словам, этот дом населен призраками. Скептически настроенная Скалли вскоре вынуждена поменять своё мнение, лицом к лицу столкнувшись с духами давно погибших влюбленных. |            |                                                                    |                |                                                               |                 |             |                     |
| 124 | 7          | «Язык нежности» «Terms of Endearment»                              | Роб Боумен     | Дэвид Аманн                                                   | 3 января 1999   | 6ABX06      | 18.69               |
| Агент Спендер отвергает дело о предполагаемом похищении нерожденного ребенка демоном в Роаноке, штат Виргиния. За дело берется агент Малдер, который в ходе расследования сталкивается с демонической сущностью отца погибшего малыша. |            |                                                                    |                |                                                               |                 |             |                     |
| 125 | 8          | «Король дождя» «The Rain King»                                     | Ким Мэннэрс    | Джеффри Белл                                                  | 10 января 1999  | 6ABX07      | 21.24               |
| Малдер и Скалли отправляются в город Кронер, штат Канзас, расследовать аномальные погодные явления. Они выясняют, что погода в городе тесно связана с эмоциональным фоном одного из местных жителей. |            |                                                                    |                |                                                               |                 |             |                     |
| 126 | 9          | «Резолюция Сената № 819»‡ «S.R. 819»                               | Дэниел Сакхайм | Джон Шибан                                                    | 17 января 1999  | 6ABX10      | 15.65               |
| Замдиректора ФБР Уолтер Скиннер заражен неизвестной науке смертельной болезнью. У Малдера и Скалли есть 24 часа, чтобы найти лекарство и спасти своего бывшего начальника. |            |                                                                    |                |                                                               |                 |             |                     |
| 127 | 10         | «Титон» «Tithonus»                                                 | Майкл Уоткинс  | Винс Гиллиган                                                 | 24 января 1999  | 6ABX09      | 15.83               |
| Замдиректора Кёрш дает Скалли шанс вернуться к расследованиям значимых дел, разлучив ее с агентом Малдером. Скалли отправляется в Нью-Йорк, чтобы разобраться в сверхъестественной способности местного фотографа прибывать на место преступления как раз вовремя, чтобы заснять последние мгновения жизни умирающих людей.                                                                              |            |                                                                    |                |                                                               |                 |             |                     |
| 128 | 11         | «Два отца»‡ «Two Fathers»                                          | Ким Мэннэрс    | Крис Картер и Фрэнк Спотниц                                   | 7 февраля 1999  | 6ABX11      | 18.81               |
| С возвращением Кассандры Спендер близится начало запланированной колонизации Земли пришельцами. Членам Синдиката предстоит определиться с судьбоносным выбором стороны в битве колонистов и повстанцев, а агентам Малдеру и Спендеру — узнать страшную правду о своем прошлом. |            |                                                                    |                |                                                               |                 |             |                     |
| 129 | 12         | «Один сын»‡ «One Son»                                              | Роб Боумен     | Крис Картер и Фрэнк Спотниц                                   | 14 февраля 1999 | 6ABX12      | 16.57               |
| Синдикат достигает апогея в своих планах и сталкивается со своей судьбой. Малдер и Скалли пытаются спасти Кассандру Спендер от предназначенной ей роли в грядущем вторжении инопланетян. |            |                                                                    |                |                                                               |                 |             |                     |
| 130 | 13         | «Плохая вода» «Agua Mala»                                          | Роб Боумен     | Дэвид Аманн                                                   | 21 февраля 1999 | 6ABX14      | 16.91               |
| Вернувшиеся к "Секретным материалам" Малдер и Скалли отзываются на просьбу бывшего агента ФБР Дэйлса и отправляются в город Бэдлэнд, штат Флорида, оказавшийся во власти урагана. Им предстоит столкнуться с неизвестным науке хищным организмом, обитающим в воде. |            |                                                                    |                |                                                               |                 |             |                     |
| 131 | 14         | «Понедельник» «Monday»                                             | Ким Мэннэрс    | Винс Гиллиган и Джон Шибан                                    | 28 февраля 1999 | 6ABX15      | 16.74               |
| Малдер и Скалли оказываются в ловушке временной петли, снова и снова переживая события одного и того же дня, в котором они оба погибают от взрыва бомбы во время ограбления банка. |            |                                                                    |                |                                                               |                 |             |                     |
| 132 | 15         | «Аркадия» «Arcadia»                                                | Майкл Уоткинс  | Дэниел Аркин                                                  | 7 марта 1999    | 6ABX13      | 17.91               |
| В калифорнийском городке Аркадия бесследно пропадают жители. В интересах расследования Малдер и Скалли под видом супружеской пары заселяются в городок и вскоре выясняют, что странная любовь местных жителей к строгому распорядку обусловлена страхом перед неизвестным монстром. |            |                                                                    |                |                                                               |                 |             |                     |
| 133 | 16         | «Альфа» «Alpha»                                                    | Питер Маркл    | Джеффри Белл                                                  | 28 марта 1999   | 6ABX16      | 17.67               |
| В порту Лос-Анджелеса с грузового судна сбегает редкий красный волк из Азии, убив двух грузчиков. Дикое животное принимается убивать людей, проявляя при этом вполне человеческий интеллект. Малдер обращается к специалисту по волкам — своей подруге по переписке для помощи в расследовании. |            |                                                                    |                |                                                               |                 |             |                     |
| 134 | 17         | «Тревор» «Trevor»                                                  | Роб Боумен     | Джим Гаттридж и Кен Хоурилиу                                  | 11 апреля 1999  | 6ABX17      | 17.65               |
| Из тюрьмы Стрингер, штат Миссисипи, при странных обстоятельствах сбегает заключенный. При попытке его задержания агенты Малдер и Скалли обнаруживают, что он имеет аномальную способность проходить сквозь твердые электропроводящие предметы. |            |                                                                    |                |                                                               |                 |             |                     |
| 135 | 18         | «Чудо» «Milagro»                                                   | Ким Мэннэрс    | Сюжет: Джон Шибан и Фрэнк Спотниц Телесценарий: Крис Картер   | 18 апреля 1999  | 6ABX18      | 15.2                |
| Скалли заводит случайное знакомство с новым соседом Малдера — молодым писателем Филиппом, к которому начинает испытывать загадочное влечение. Выясняется, что книга, которую пишет Филипп, связана с происходящими в Вашингтоне убийствами, где сердца жертв словно вынимают из грудных клеток без видимых внешних повреждений.                                                                          |            |                                                                    |                |                                                               |                 |             |                     |
| 136 | 19         | «Неестественный» «Unnatural»                                       | Дэвид Духовны  | Дэвид Духовны                                                 | 25 апреля 1999  | 6ABX20      | 16.88               |
| Бывший полицейский Артур Дейлс рассказывает агенту Малдеру историю чернокожего бейсболиста из Розуэлла, который на самом деле оказался инопланетянином, влюбленным в спорт землян. |            |                                                                    |                |                                                               |                 |             |                     |
| 137 | 20         | «Три карты одной масти» «Three of a Kind»                          | Брайан Спайсер | Винс Гиллиган и Джон Шибан                                    | 2 мая 1999      | 6ABX19      | 12.94               |
| Одинокие Стрелки убеждают агента Скалли помочь им решить проблему их старой знакомой Сьюзан Модески, жених которой занимается разработкой мощного психотропного препарата для совершения политических убийств. |            |                                                                    |                |                                                               |                 |             |                     |
| 138 | 21         | «Полевой выезд» «Field Trip»                                       | Ким Мэннэрс    | Сюжет: Фрэнк Спотниц Телесценарий: Джон Шибан и Винс Гиллиган | 9 мая 1999      | 6ABX21      | 15.38               |
| Малдер и Скалли отправляются в леса Северной Каролины расследовать загадочную гибель семейной пары, от которой за несколько дней остались только лишенные плоти кости. Во время расследования агенты обнаруживают гигантскую колонию галлюциногенных плотоядных грибов. |            |                                                                    |                |                                                               |                 |             |                     |
| 139 | 22         | «Биогенез»‡ «Biogenesis»                                           | Роб Боумен     | Крис Картер и Фрэнк Спотниц                                   | 16 мая 1999     | 6ABX22      | 15.86               |
| В Кот-д’Ивуар найден артефакт предположительно неземного происхождения, с написанными на нем символами языка навахо. Агент Скалли обнаруживает, что в артефакте зашифрована информация о происхождении человечества. В это время Малдер испытывает резкое ухудшение психического здоровья и обращается за помощью к агенту Фоули.                                                                        |            |                                                                    |                |                                                               |                 |             |                     |